# ارس پینگی
ارس پینگی (نام علمی: Juniperus pingii) نام یک گونه از سرده ارس است.